# Jan Olsson (ur. 1942)
Jan Olsson (ur. 30 marca 1942) – szwedzki piłkarz występujący na pozycji obrońcy.

## Kariera klubowa
Olsson przez całą zawodową karierę był związany z klubem Åtvidabergs FF.

## Kariera reprezentacyjna
W reprezentacji Szwecji Olsson zadebiutował 23 maja 1973 w wygranym 3:2 meczu eliminacji Mistrzostw Świata 1974 z Austrią. W 1974 roku został powołany do kadry na Mistrzostwa Świata. Zagrał na nich w czterech meczach swojej drużyny – z Bułgarią (0:0), z Holandią (0:0), z RFN (2:4) oraz z Jugosławią (2:1). Ostatecznie tamten turniej Szwecja zakończyła na drugiej rundzie. W latach 1973–1974 w drużynie narodowej Olsson rozegrał w sumie 17 spotkań.